# رون کرین

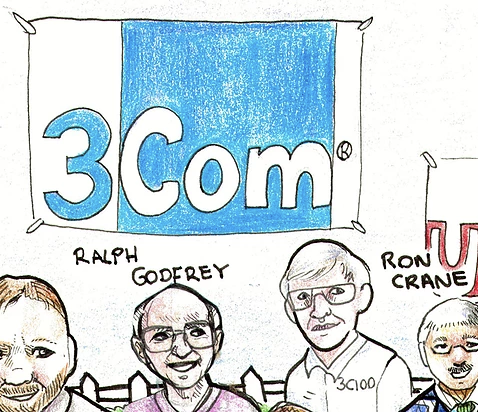

رونالد «رون» سی. کرین (Ronald "Ron" C. Crane)‏ (۱ ژوئن ۱۹۵۰ – ۱۹ ژوئن ۲۰۱۷)، یک مهندس برق آمریکایی بود که به دلیل طراحی EtherLink، اولین کنترلر رابط شبکه برای کامپیوتر IBM شناخته می‌شود. او یکی از مؤسسین 3Com و یکی از مخترعین اترنت است.

## زندگی‌نامه
کرین در سال ۱۹۷۲ میلادی لیسانسش را از مؤسسه فناوری ماساچوست و در سال ۱۹۷۴ میلادی کارشناسی ارشدش را از دانشگاه استنفورد، هر دو در رشته مهندسی برق به‌دست‌آورد. او که در سال ۱۹۷۳ میلادی، هنگامی که دکترایش را در استنفورد دنبال می‌کرد، به تیم تحقیقاتی پرتکل TCP/IP، به ریاست وینت سرف پیوست. متعاقباً، زمانی که لوحه «تولد اینترنت» در زمین‌های استنفورد در سال ۲۰۰۵ نصب شد، رون کرین و همکارش باب میتکالف نیز به عنوان سهم‌گیرنده‌های اساسی تولد اینترنت ذکر شدند.
کرین در سال ۱۹۷۴ میلادی استنفورد را ترک کرد، کارشناسی ارشدش را به عوض دکترا که برنامه کرده بود، پذیرفت و در بخش توسعه سیستم‌های زیراکس که یکی از شرکت‌های زیراکس PARC بود مشغول به کار شد، در آنجا او مسؤل بهبود بخشی سیستم اصلی انتقال اینترنت بود. کرین در ECom به عنوان چهارمین کارمند و مؤسس در سال ۱۹۷۹ میلادی با رابرت میتکالف همراه شد. در همین 3Com بود که کرین 3C100، اولین ترانسیور Thick Ethernet برای کامپیوترهای IBM را توسعه داد که اولین محصول بزرگ پیشکش شده توسط 3Com بود.
کرین در سال ۱۹۹۲ میلادی شرکت LAN Media را پایه‌گذاری کرد. این شرکت بعداً در سال ۲۰۰۰ میلادی توسط شرکت SBE خریداری شده و پس از آن در سال ۲۰۰۷ میلادی توسط نیونود (Neonode) خریداری گردید.
کرین در سال ۲۰۰۶ میلادی به منظور کمک در تحقیق مرتبط با انرژی در MIT به استادی آغاز کرد.
کرین در ۱۹ ژوئن ۲۰۱۷ در اثر اختلالات تهاجمی سرطان پروستات درگذشت. یک رویداد یادبود در موزه تاریخ کامپیوتر برگزار شده و بیش از ۱۰۰ همکار، دوستان و خانواده‌اش حضور یافتند. باب متکالف سخنرانی اختتامیه را ایراد کرد.
در سال ۲۰۱۹، کتابی تحت عنوان «داستان 3Com» به چاپ رسید که بخشی از آن سهم کرین در شبکه سازی و 3Com را دربردارد.